# Justin Dentmon
Justin Lorenzo Dentmon (Carbondale, Illinois, 5 de septiembre de 1985) es un jugador de baloncesto estadounidense que actualmente es agente libre. Con 1,83 metros de estatura, juega en la posición de base.

## Trayectoria deportiva

### Universidad
Jugó durante cuatro temporadas con los Huskies de la Universidad de Washington, en las que promedió 10,7 puntos, 3,2 rebotes y 3,0 asistencias por partido. En su última temporada fue elegido jugador más mejorado e incluido en el mejor quinteto de la Pacific-10 Conference.

### Profesional
Tras no ser elegido en el Draft de la NBA de 2009, fichó por el Hapoel Afula B. C. de la liga israelí, jugando una temporada en la que promedió 19,8 puntos y 3,8 rebotes por partido.
Regresó a su país al año siguiente, fichando por los Texas Legends de la NBA D-League, donde jugó una temporada en la que promedió 19,6 puntos y 4,1 asistencias por partido, acabando entre los 10 mejores anotadores de toda la liga.
En el mes de mayo de 2011 ficha para lo que queda de temporada por los Toros de Aragua de la liga venezolana, donde promedia 20,8 puntos, 4,2 asistencias y 3,7 rebotes por partido, jugando posteriormente en los Cocolos de San Pedro de Macorís de la Liga Nacional de Baloncesto de República Dominicana, regresando posteriormente a los Legends, quienes lo traspasan a los Austin Toros a cambio de Jamal Sampson.
En marzo de 2012 firma un contrato por diez días con los San Antonio Spurs, debutando en un partido ante New Orleans Hornets en el que consiguió 2 puntos, una asistencia y un rebote en 6 minutos de juego. Tras finalizar su contrato con los Spurs, el 6 de abril de 2012 firma un contrato de diez días con Toronto Raptors.
En julio de 2014 fichó por los Qingdao Double Star Eagles de la CBA china.
En 2022 comenzó a jugar en el BIG3 para el equipo Tri-State.

### Selección nacional
En 2011 fue convocado por la selección de Estados Unidos para disputar los Juegos Panamericanos que se celebraron en Guadalajara (México), donde obtuvieron la medalla de bronce.
Dentmon adquirió la nacionalidad jordana en 2018 con la intención de unirse a la selección de baloncesto de Jordania y competir en la clasificación de FIBA Asia y FIBA Oceanía para la Copa Mundial de Baloncesto de 2019, sin embargo FIBA no lo habilitó para ello.

## Estadísticas de su carrera en la NBA

### Temporada regular
| Año     | Equipo      | PJ | PT | MPP  | %TC  | %3P  | %TL  | RPP | APP | ROB | TPP | PPP |
| ------- | ----------- | -- | -- | ---- | ---- | ---- | ---- | --- | --- | --- | --- | --- |
| 2011-12 | San Antonio | 2  | 0  | 9.5  | .333 | .000 | .000 | .5  | .5  | .5  | .0  | 2.0 |
| 2011-12 | Toronto     | 4  | 0  | 18.0 | .364 | .200 | .667 | 1.8 | 2.3 | .3  | .0  | 5.5 |
| 2012-13 | Dallas      | 2  | 0  | 2.0  | .000 | .000 | .000 | .0  | .0  | .0  | .0  | 0.0 |
| Total   | Total       | 8  | 0  | 11.9 | .333 | .143 | .667 | 1.0 | 1.3 | .3  | .0  | 3.3 |